# Mary Benson

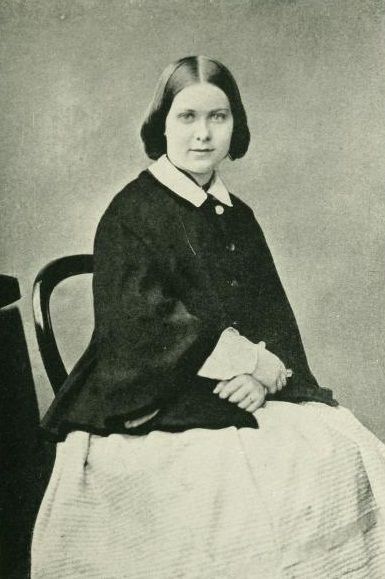
Mary Benson (vor 1896)

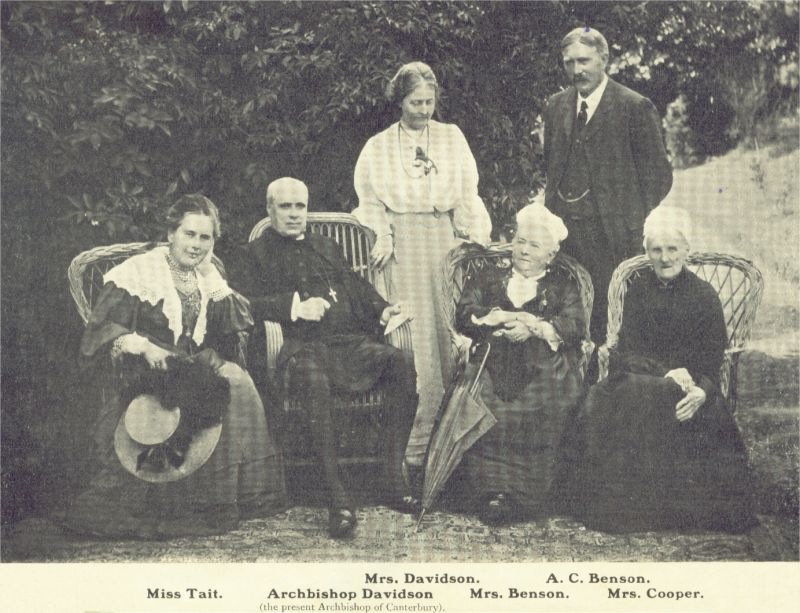
V. l. n. r.: Lucy Tait, Erzbischof Randall Thomas Davidson, Edith Davidson, Mary Benson, Arthur Christopher Benson, Kinderfrau Elizabeth Cooper

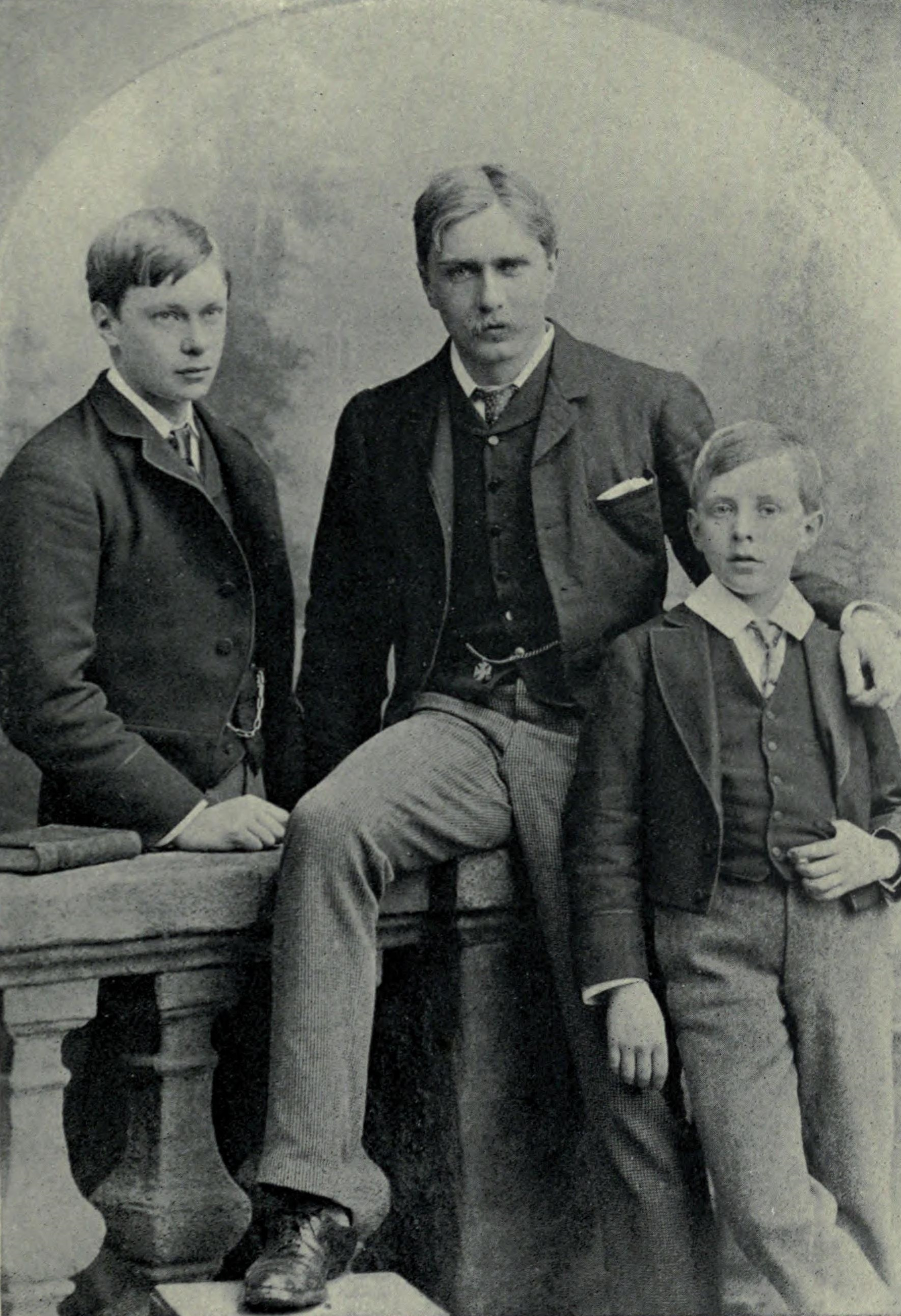
Die Benson-Brüder (v. l. n. r.): Edward Frederic Benson, A. C. Benson, Robert Hugh Benson (1882)

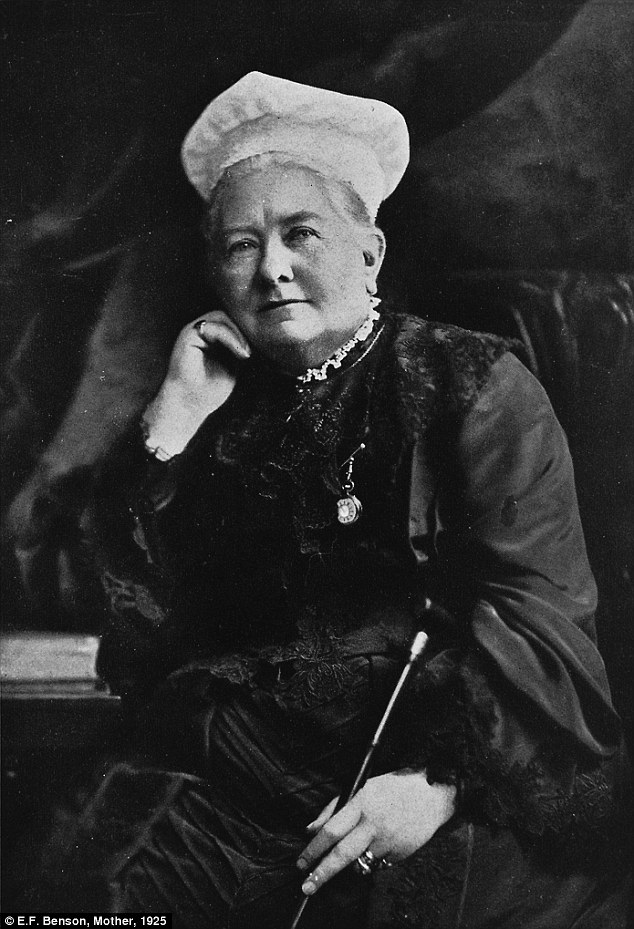
Mary Benson (1914)

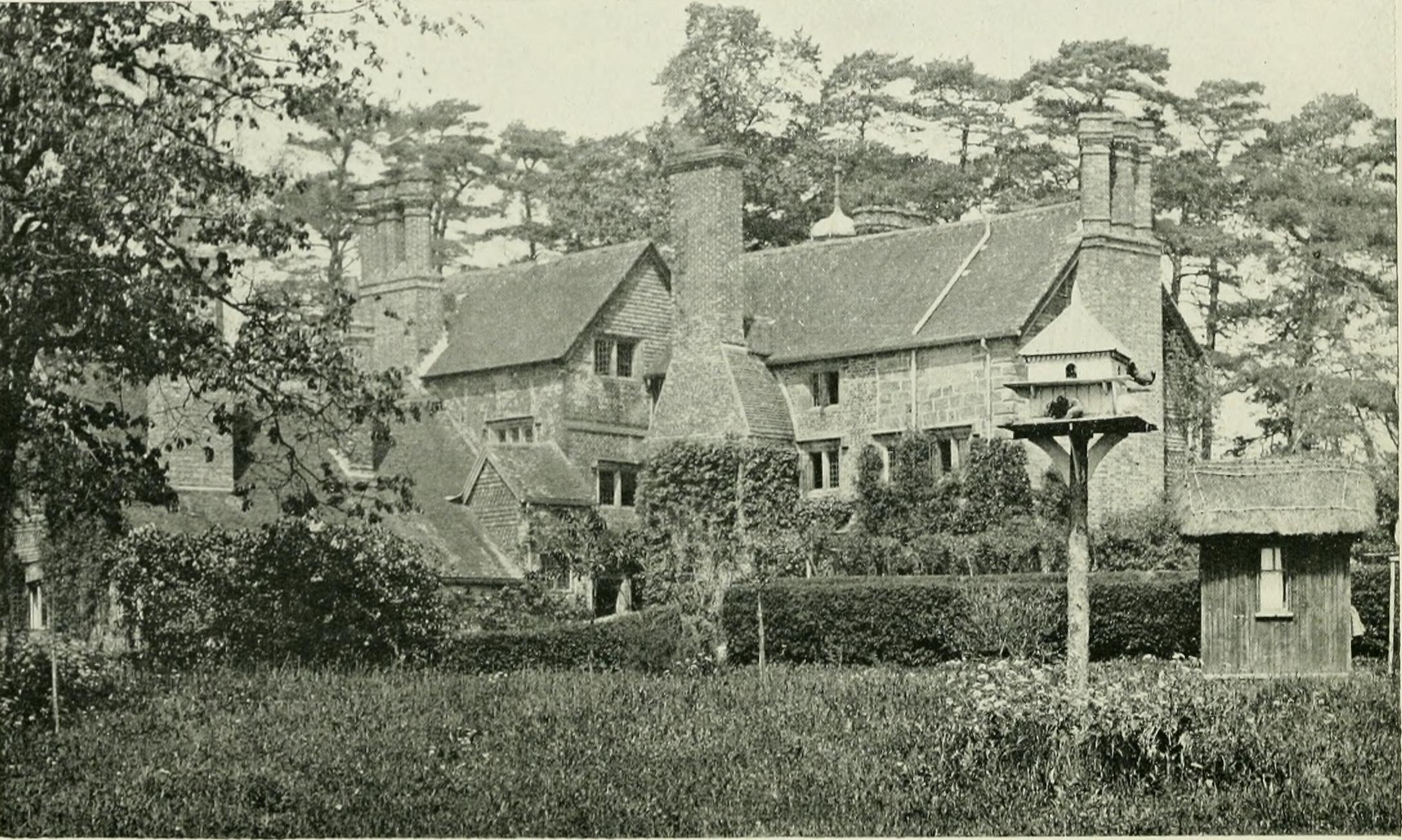
Treemans in Horsted Keyes

Mary Benson, geborene Sidgwick, (* 16. März 1841 in Skipton; † 15. Juni 1918 in Horsted Keyes, East Sussex) war eine englische Dame der Gesellschaft und Frauenrechtlerin. Sie war die Ehefrau von Edward White Benson, Erzbischof von Canterbury, mit dem sie sechs Kinder hatte. Der britische Premierminister William Gladstone bezeichnete sie als „die klügste Frau in Europa“.

## Biographie
Mary Sidgwick war die einzige Tochter des Pfarrers und Schulleiters William Sidgwick und seiner Frau Mary (geborene Crofts) geboren. Sie hatte fünf ältere Brüder, darunter der spätere Philosoph Henry Sidgwick In ihrer Familie wurde sie „Minnie“ genannt. Ihr Neffe war der Maler Ernest Croft.
Als Minnie zwölf Jahre alt war, hielt ihr 24-jähriger Großcousin Edward Benson um sie an. Als sie 18 Jahre alt war, wurde das Paar am 23. Juni 1859 in Rugby, Warwickshire, von Frederick Temple getraut, der später ebenfalls Erzbischof von Canterbury wurde. Zwischen 1860 und 1871 bekamen die Eheleute sechs Kinder. Edward Benson machte im Dienst der Church of England in den folgenden Jahren Karriere, zunächst als Kanzler der Diözese Lincoln, (1872–77), dann Bischof der Diözese Truro (1877–82), wo er 1880 die erste Highschool für Mädchen gründete, die seine Töchter Margaret und Nelly besuchten. 1882 wurde er Erzbischof von Canterbury. Mit jeder Beförderung war ein Umzug der Familie verbunden, zuletzt in den Lambeth Palace, den Sitz des Erzbischofs in London.
In London wurde Mary Benson zum Mittelpunkt eines schillernden gesellschaftlichen Kreises, zu dem Literaten wie. Alfred Lord Tennyson, Robert Browning und Henry James gehörten. Premierminister William Gladstone bezeichnete sie als die „klügste Frau in Europa“.
Nach dem Tod ihres Mannes im Jahr 1896 nahm Mary den Beinamen „Ben“ an und zog mit Lucy Tait (1856–1938), der Tochter des früheren Erzbischofs von Canterbury, Archibald Campbell Tait, zusammen, die schon 1889 zu den Bensons in den Lambeth Palace gezogen war. 1899 zogen die beiden Frauen in das elisabethanische Herrenhaus Treemans in Horsted Keynes, Sussex. Der Autor Rodney Bolt, der eine Biografie von Mary Benson auf der Basis ihrer Tagebücher und Familiendokumente schrieb, fand heraus, dass sie zahlreiche gleichgeschlechtliche Affären hatte, die sie selbst als „Schwärmereien“ bezeichnete. In ihren Tagebüchern hielt sie die Namen von 39 weiblichen Liebhaberinnen fest.
Mary Benson engagierte sich für die Rechte der Frauen: Im Jahr 1902 wurde sie von Marie Corbett eingeladen, auf einer Konferenz der Sussex Union of Women's Liberal Associations über das Frauenwahlrecht zu sprechen. Sie ließ sich entschuldigen, das Thema läge ihr aber (wie auch ihrem verstorbenen Mann) am Herzen. Im Jahr darauf wandte sich Benson gegen den Plan, das Stimmrecht für das National Council of Churches für Laienvertreter auf Männer zu beschränken. Sie forderte „diejenigen, die ein gerechtes und repräsentatives Wahlrecht wünschen, auf, alles in ihrer Macht Stehende zu tun, um dem gesamten Kirchenvolk den Ernst der Lage vor Augen zu führen“. Als 1909 die Conservative and Unionist Women's Franchise Association (CUWFA) gegründet wurde, war Mary Benson neben anderen Damen der Gesellschaft, darunter Eleanor Cecil, eine der Vizepräsidentinnen. Im Jahr 1911 nahmen sie und Lucy Tait an der Versammlung des Horsted Keynes-Zweiges der Central Sussex Women's Suffrage Society teil, die von Lady Betty Balfour, einer weiteren Vizepräsidentin der CUWFA, geleitet wurde. Zusammen mit Eleanor Cecil erklärte sich Mary Benson bereit, sich in die Liste der bedeutenden Schirmherrinnen zweier Ausstellungen einzureihen, die von Suffragetten veranstaltet wurden: 1912 die Ausstellung „Sweated Industries“ und 1913 die Ausstellung „Women's Handicrafts“. Im April 1913 wurden sie und Lord und Lady Robert Cecil Vizepräsidenten des neu gegründeten Nord-Sussex-Zweiges der CUWFA.
Die ältere Tochter der Bensons, Margaret, genannt Maggie, war Autorin und Amateur-Ägyptologin und eine der ersten Frauen, die in Oxford studierten. Sie war lesbisch und eine entschiedene Verfechterin der Rechte von Homosexuellen. Ihre Partnerin war die Ägyptologin Janet Gourlay. Die Beziehung ihrer Mutter zu Lucy Tait soll Maggie zur Eifersucht getrieben haben, so dass sie ihre Mutter mit einem Tranchiermesser angriff. Sie verbrachte die letzten zehn Jahre ihres Lebens in einer Nervenheilanstalt und starb 1916. Als ihre Schwester Nellie 26 Jahre alt war, verliebte sich die viel jüngere Freundin ihrer Mutter, die Komponistin Ethel Smyth, in sie. Sie überschüttete Nellie Benson mit über 150 Liebesbriefen, und Mary soll versucht haben, eine Beziehung zwischen den beiden Frauen zu akzeptieren. Nellie Benson starb 1890 im Alter von 27 Jahren an Diphtherie.
Mary Benson starb am 15. Juni 1918 in East Sussex. Sie und Lucy Tait sind an der St. Mary's Church in Addington, Surrey, begraben.

## Kinder
Alle Kinder von Mary und Edward Benson galten als „intellektuell brillant“. Schon in jungen Jahren spielten sie wilde Wortspiele, schrieben Familienrundbriefe und produzierten „einen Strom glitzernder und rücksichtsloser Konversation“. Zwei von ihnen starben in jungen Jahren. Alle sechs Nachkommen von Mary und Edward Benson starben unverheiratet und kinderlos.
- Martin White Benson (1860–1874) – Ein Wunderkind, das mit seinen akademischen Leistungen große Hoffnungen weckte, aber im Alter von 17 Jahren an Meningitis starb
- Arthur Christopher Benson (1862–1925), Verfasser des Liedtextes zu Edward Elgars „Land of Hope and Glory“ und Lehrer am Magdalene College in Cambridge
- Mary Eleanor „Nellie“ Benson (1863–1890) – Sozialarbeiterin und Schriftstellerin, starb im Alter von 28 an Diphtherie
- Margaret „Maggie“ Benson (1865–1916), Künstlerin, Autorin und Amateur-Ägyptologin
- Edward Frederic Benson (1867–1940), Autor, der vor allem durch die Romane Mapp and Lucia bekannt wurde
- Robert Hugh Benson (1871–1914), wurde Priester in der Church of England, bevor er zum römischen Katholizismus konvertierte und populäre Romane schrieb.

## Rezeption
2013 erschien das Buch As Good as God, As Clever as the Devil („So gut wie Gott, so schlau wie der Teufel“). The Impossible Life of Mary Benson des südafrikanischen Autors Rodney Bolt. Darin erstellte er die erste Biographie von Benson, auf der Basis ihrer Tagebücher und Familiendokumenten.